# To the Extreme
To the Extreme (englisch für „bis zum Äußersten“) ist das erste bei einem Major-Label veröffentlichte Studioalbum des US-amerikanischen Rappers Vanilla Ice. Es erschien am 3. September 1990 über das Label SBK Records.

## Produktion
Sieben Titel des Albums produzierte Vanilla Ice selbst. Jeweils zwei bzw. drei Instrumentals stammen von den Musikproduzenten Khayree, Earthquake und Darryl Williams, während je ein Beat von David Deberry und Kim Sharp produziert wurde.

## Covergestaltung
Das Albumcover zeigt Vanilla Ice, der breitbeinig vor einer teilweise beleuchteten Wand steht. Oben bzw. unten im Bild befinden sich die Schriftzüge Vanilla Ice und To the Extreme in Schwarz und Weiß.

## Titelliste
| #  | Titel                  | Produzent           | Länge |
| -- | ---------------------- | ------------------- | ----- |
| 1  | Ice Ice Baby           | Vanilla Ice         | 4:28  |
| 2  | Yo Vanilla             | Vanilla Ice         | 0:05  |
| 3  | Stop That Train        | Vanilla Ice         | 4:28  |
| 4  | Hooked                 | Khayree             | 4:51  |
| 5  | Ice Is Workin’ It      | Vanilla Ice         | 4:36  |
| 6  | Life Is a Fantasy      | Earthquake          | 4:46  |
| 7  | Play That Funky Music  | Vanilla Ice         | 4:44  |
| 8  | Dancin’                | Earthquake, Khayree | 5:00  |
| 9  | Go Ill                 | David Deberry       | 4:57  |
| 10 | It’s a Party           | Khayree             | 4:38  |
| 11 | Juice to Get Loose Boy | Vanilla Ice         | 0:09  |
| 12 | Ice Cold               | Darryl Williams     | 4:04  |
| 13 | Rosta Man              | Darryl Williams     | 4:35  |
| 14 | I Love You             | Kim Sharp           | 5:04  |
| 15 | Havin’ a Roni          | Vanilla Ice         | 1:09  |

## Singleauskopplungen
Am 25. April 1990 erschien die erste Single Play That Funky Music, die die Charts zunächst verpasste. Die zweite Auskopplung Ice Ice Baby, die am 2. Juli 1990 veröffentlicht wurde, wurde zu einem weltweiten Hit, verhalf Vanilla Ice zum kommerziellen Durchbruch und kurbelte auch die Verkäufe des Albums stark an. Ice Ice Baby erreichte die Chartspitze unter anderem in den Vereinigten Staaten sowie im Vereinigten Königreich und belegte in Deutschland Platz 2. Infolgedessen erreichte auch Play That Funky Music in den USA Rang 4 und in Deutschland Position 19. Als dritte und letzte Single wurde der Song I Love You veröffentlicht, der Platz 65 in Deutschland belegte.
Die Single Ice Ice Baby bekam in Deutschland und Österreich eine Goldene Schallplatte und im Vereinigten Königreich sowie in den Vereinigten Staaten Platin. Zudem wurde der Song Play That Funky Music in den Vereinigten Staaten mit einer Goldenen Schallplatte ausgezeichnet.

## Kommerzieller Erfolg
| Professionelle Bewertungen | Professionelle Bewertungen |
| -------------------------- | -------------------------- |
| Kritiken                   |                            |
| Quelle                     | Bewertung                  |
| allmusic                   | [ 3 ]                      |

### Chartplatzierungen
To the Extreme stieg am 10. Dezember 1990 auf Platz 72 in die deutschen Charts ein und erreichte am 4. Februar 1991 mit Rang 13 die Höchstposition. Insgesamt konnte es sich 24 Wochen in den Top 100 halten. Besonders erfolgreich war das Album in den Vereinigten Staaten, wo es für 16 Wochen Platz 1 belegte und sich 67 Wochen in den Top 200 hielt.
| ChartsChartplatzierungen       | Höchstplatzierung | Wochen |
| ------------------------------ | ----------------- | ------ |
| Deutschland (GfK)              | 13 (24 Wo.)       | 24     |
| Österreich (Ö3)                | 8 (12 Wo.)        | 12     |
| Schweiz (IFPI)                 | 6 (17 Wo.)        | 17     |
| Vereinigte Staaten (Billboard) | 1 (67 Wo.)        | 67     |
| Vereinigtes Königreich (OCC)   | 4 (20 Wo.)        | 20     |

| ChartsJahrescharts (1991) | Platzierung |
| ------------------------- | ----------- |
| Deutschland (GfK)         | 61          |
| Schweiz (IFPI)            | 34          |

### Auszeichnungen für Musikverkäufe
To the Extreme verkaufte sich in den Vereinigten Staaten mehr als sieben Millionen Mal und wurde dafür mit 7-fach-Platin ausgezeichnet, wodurch es zu den erfolgreichsten Rapalben in den USA gehört. Im Vereinigten Königreich erhielt das Album für über 300.000 Verkäufe eine Platin-Schallplatte und in der Schweiz für mehr als 25.000 verkaufte Exemplare eine Goldene Schallplatte.
| Land/Region                  | Auszeichnungen für Musikverkäufe (Land/Region, Auszeichnung, Verkäufe) | Verkäufe  |
| ---------------------------- | ---------------------------------------------------------------------- | --------- |
| Australien (ARIA)            | Platin                                                                 | 70.000    |
| Kanada (MC)                  | 6× Platin                                                              | 600.000   |
| Neuseeland (RMNZ)            | Platin                                                                 | 20.000    |
| Schweiz (IFPI)               | Gold                                                                   | 25.000    |
| Spanien (Promusicae)         | Gold                                                                   | 50.000    |
| Vereinigte Staaten (RIAA)    | 7× Platin                                                              | 7.000.000 |
| Vereinigtes Königreich (BPI) | Platin                                                                 | 300.000   |
| Insgesamt                    | 2× Gold · 16× Platin ·                                                 | 8.065.000 |